# Comitè Català pro Esport Popular
El Comitè Català pro Esport Popular (CCEP) fou un organisme creat el 1936 a Barcelona. Fou el representant orgànic del moviment social en favor d'estendre la pràctica esportiva i els esports populars a tota la societat. Aquest moviment tingué lloc, sobretot, a partir de la proclamació de la Segona República Espanyola i durant tota la dècada dels anys 1930.

## Olimpíada Popular
El CCEP prengué forma a partir de la victòria de les esquerres en les eleccions generals de febrer de 1936, per fer front a l'apropiació dels valors esportius dels feixismes europeus, especialment del nazisme alemany, encarregat de l'organització dels Jocs Olímpics de Berlín (1936). En contraposició a aquests jocs, el CCEP, a través del Comitè Organitzador de l'Olimpíada, organitzà al juliol del 1936 l'Olimpíada Popular de Barcelona, que pretenia fomentar els valors olímpics de la tolerància i el civisme, però no es pogué celebrar a causa del cop d'estat del 18 de juliol i la consegüent Guerra Civil espanyola (1936-39).
En només tres mesos, entre maig i juliol, es van crear tota mena de comissions i comitès per fer un calendari, fer els contactes pertinents i organitzar totes les infraestructures. Les despeses van anar a càrrec dels governs d'esquerres francès i espanyol i de la Generalitat republicana. En un temps rècord s'hi van inscriure 6.000 atletes de 23 països, 1.500 dels quals eren francesos. A més, es va permetre la participació de comunitats sense estat com Alsàcia, País Basc, Galícia, Catalunya i de jueus emigrants, la majoria dels quals fugien del Tercer Reich. Era tot un èxit, ja que als Jocs de Berlín hi van participar 4.106 esportistes de 49 països. L'Olimpíada havia de durar del 22 al 26 de juliol del 1936 però, a causa del gran nombre d'inscripcions, es va avançar la data al 19 de juliol. Les seus eren l'Estadi de Montjuïc, la pista de Maricel Park, Piscines i Esports, el Camp de les Corts del Barça i els camps de futbol del Club Esportiu Júpiter i del Futbol Club Martinenc.
També organitzà, a l'abril del 1936, la Copa Thälmann, una mena de prova per avaluar la capacitat organitzativa del mateix comitè. Ja durant el període de guerra promogué la pràctica esportiva, organitzant diferents esdeveniments esportius per a donar suport a les milícies que combatien al front, com la desfilada de l'11 de setembre de 1936, o la participació en l'Olimpíada Obrera d'Anvers (1937) i la Travessa al Port de Barcelona. El CCEP acollia totes les entitats que promovien l'esport popular i l'antifeixisme, entre les quals hi havia el Centre Autonomista de Dependents del Comerç i de la Indústria, l'Ateneu Enciclopèdic Popular, el Centre Gimnàstic Barcelonès, etc. Entre els personatges que hi destacaren hi havia Gumersind Brunet, Josep Verdera, Aminda Valls, Jaume Miravitlles, Francesc Perramon, Pere Aznar o Josep Antoni Trabal. La victòria franquista de 1939 feu desaparèixer qualsevol rastre d'aquest organisme i la majoria dels membres marxaren a l'exili.